# Eddie Vanderdoes
Eddie Norman Vanderdoes IV (Auburn, 13 ottobre 1994) è un giocatore di football americano statunitense che milita nel ruolo di defensive tackle per gli Houston Texans della National Football League  (NFL).

## Carriera

### Oakland Raiders
Vanderdoes al college giocò a football con gli UCLA Bruins dal 2013 al 2016. Fu scelto dagli Oakland Raiders nel corso del terzo giro (88º assoluto) del Draft NFL 2017. Debuttò come professionista partendo come titolare nella gara del primo turno vinta contro i Tennessee Titans in cui mise a segno un tackle.

### Houston Texans
Il 28 settembre 2019 Vanderdoes firmò con gli Houston Texans. Nella stagione 2020 decise di non scendere in campo a causa della pandemia di COVID-19.